# Satz von Nikomachos

Der Satz von Nikomachos aus der Zahlentheorie besagt, dass das Quadrat der Summe der ersten {\displaystyle n} natürlichen Zahlen gleich der Summe ihrer Kubikzahlen ist, beispielsweise bei {\displaystyle n=4} Zahlen:
{\displaystyle (1+2+3+4)^{2}=10^{2}=100=1+8+27+64=1^{3}+2^{3}+3^{3}+4^{3}}
Die Summe in der Klammer ist eine Dreieckszahl. Nikomachos selbst entdeckte, dass jede Kubikzahl {\displaystyle n^{3}} eine Summe von {\displaystyle n} aufeinander folgenden ungeraden Zahlen ist und sich diese Zahlen bei wachsendem {\displaystyle n} direkt aneinander anschließen. Indem diese Summen addiert werden, ergibt sich der obige Satz.

## Nikomachos’ Entdeckung
Nikomachos weist in seinem Buch Arithmetik II,20 auf eine von ihm gemachte Entdeckung hin:

„Denn wenn die aufeinanderfolgenden ungeraden Zahlen von 1 beginnend bis ins Unendliche aufgestellt werden, beobachte dies: Die erste bildet den potentiellen Kubus; die nächsten beiden, summiert, (bilden) den zweiten; die nächsten drei den dritten; die vier danach folgenden den vierten; die sich anschließenden fünf den fünften; die nächsten sechs den sechsten und so fort.“

Nikomachos gibt also die ersten sechs Kubikzahlen als Beispiele
| {\displaystyle 1}                 | = {\displaystyle 1}     | = {\displaystyle 1^{3}} |
| {\displaystyle 3+5}               | = {\displaystyle 8}     | = {\displaystyle 2^{3}} |
| {\displaystyle 7+9+11}            | = {\displaystyle 27}    | = {\displaystyle 3^{3}} |
| {\displaystyle 13+15+17+19}       | = {\displaystyle 64}    | = {\displaystyle 4^{3}} |
| {\displaystyle 21+23+25+27+29}    | = {\displaystyle 125}   | = {\displaystyle 5^{3}} |
| {\displaystyle 31+33+35+37+39+41} | = {\displaystyle 216}   | = {\displaystyle 6^{3}} |
| {\displaystyle \vdots }           | {\displaystyle \vdots } | {\displaystyle \vdots } |

für die Regel
{\displaystyle (n^{2}-n+1)+(n^{2}-n+3)+\dots +(n^{2}+n-1)=\sum _{j=1}^{n}(n^{2}-n-1+2j)=n^{3}}
Die hier auftretenden Summen erstrecken sich über aufeinander im gleichen Abstand folgende Zahlen, deren Mittelwert die Hälfte der Summe der größten und der kleinsten summierten Zahl ist. Wenn {\displaystyle n} Zahlen mit bekanntem Mittelwert addiert werden, dann ist nach der Definition des Mittelwerts die Summe gleich dem {\displaystyle n}-fachen Mittelwert, siehe auch Gaußsche Summenformel.
Auf der linken Seite in obiger Regel steht die Summe der ungeraden Zahlen von {\displaystyle n^{2}-n+1} bis {\displaystyle n^{2}+n-1}, deren Mittelwert {\displaystyle n^{2}} ist und von denen {\displaystyle n} addiert werden. Somit ergibt ihre Summe die Kubikzahl {\displaystyle n^{3}} auf der rechten Seite.
Nach Addition der ersten {\displaystyle n} dieser Identitäten steht, wie aus der Tabelle abzuleiten ist, rechts die Summe der ersten {\displaystyle n} Kubikzahlen {\displaystyle 1^{3}} bis {\displaystyle n^{3}} und links die Summe der ersten {\displaystyle (n^{2}+n)/2} ungeraden Zahlen {\displaystyle 1,3,\ldots n^{2}+n-1}. Deren Mittelwert ist die Hälfte der Summe aus der kleinsten und der größten Zahl, also {\displaystyle (n^{2}+n)/2}, und genauso viele Zahlen werden addiert, sodass die Summe dieser ungeraden Zahlen gleich dem Quadrat {\displaystyle [(n^{2}+n)/2]^{2}} entspricht.
Der Mittelwert der ganzen Zahlen {\displaystyle 1,2,\ldots n} ist {\displaystyle (n+1)/2} und in deren Summe werden {\displaystyle n} Zahlen addiert, sodass die Summe der ersten {\displaystyle n} Zahlen gleich {\displaystyle n(n+1)/2=(n^{2}+n)/2} ist.
Daher entspricht das Quadrat der Summe der ersten {\displaystyle n} Zahlen der Summe der ersten {\displaystyle n} Kubikzahlen.

## Geometrischer Beweis

Die folgende Ableitung benutzt Quader der Dicke eins, sodass ihr Volumen zahlenmäßig gleich dem Inhalt ihrer Deckfläche ist. Betrachtet werden die einfarbigen Winkel der Breite {\displaystyle n}, die für {\displaystyle n=1} (rot), {\displaystyle n=2} (gelb), {\displaystyle n=3} (grün), {\displaystyle n=4} (blau) und {\displaystyle n=5} (lila) im Bild dargestellt sind. Die Deckfläche eines solchen einfarbigen Winkels der Breite {\displaystyle n} besteht aus {\displaystyle n} Quadraten der Kantenlänge {\displaystyle n}, wobei bei geradem {\displaystyle n} ein Quadrat in zwei Hälften geteilt wird (gelb und blau). Die Deckfläche des Winkels ist also {\displaystyle n\cdot n^{2}=n^{3}}, und die quadratischen Quader der Kantenlänge {\displaystyle n} und Dicke {\displaystyle 1} können zu den Würfeln mit Volumen {\displaystyle n^{3}} am oberen Rand des Bildes aufgestapelt werden. Von einem Schritt zum nächsten nimmt die Breite des Winkels um eine Einheit zu, sodass sich der Winkel der Breite {\displaystyle n} in einen quadratischen Quader einpasst (bunte Fläche unter den Würfeln), dessen Kantenlänge die {\displaystyle n}-te Dreieckszahl
{\displaystyle \Delta _{n}:=1+2+\ldots +n}
ist. Also ist das Volumen des Quaders 
- einerseits gleich {\displaystyle (\Delta _{n})^{2}=(1+2+\ldots +n)^{2}},
- andererseits gleich der Summe der Kuben {\displaystyle 1^{3}} bis {\displaystyle n^{3}}.

## Algebraischer Beweis
Man zeigt mittels vollständiger Induktion die Summenformeln
{\displaystyle \sum _{j=1}^{n}j={\frac {n(n+1)}{2}},\quad \sum _{j=1}^{n}j^{3}={\frac {n^{2}(n+1)^{2}}{4}}}
und liest ohne Mühe ab, dass die zweite Summe gleich dem Quadrat der ersten ist.
Dieser Beweis ist zwar sehr viel kürzer, bietet aber keinerlei geometrische Einsicht.